# Сизранський нафтопереробний завод
ВАТ «Сизранський нафтопереробний завод» — російський нафтопереробний завод паливного профілю, один із найбільших у системі «Роснафти» та ключовий у південному Поволжі. Входить до складу ПАТ НК «Роснефть». Штаб-квартира компанії розташована в місті Сизрань Самарської області. Забезпечує паливом Самарську, Саратовську, Пензенську області та частково регіони Центральної Росії. Має вихід на залізничні й річкові маршрути, що дозволяє відвантажувати продукцію як всередині РФ, так і на експорт через Волгу й порти Каспію. Виробляє широкий спектр — бензин, дизель, авіагас, мазут, бітум; критичний для регіонального агросектору та транспорту.
Військове значення: постачає паливо на аеродроми та військові частини в Центральному та Південному округах РФ.

## Історія
У березні 1939 року, на XVIII з'їзді ВКП(б) було прийнято рішення про створення нафтоперегінного заводу в Сизрані потужністю 1 млн тонн на рік. Тут і своя сировина, і ідеальні умови для транспортування (велика водна артерія та залізничний вузол). У квітні 1939 року розпочалися підготовчі роботи, а 13 травня затверджено генплан підприємства.
Завод введено в експлуатацію у 1942 році.
Будівництво Сизранського НПЗ почалося до німецько-радянської війни, а першу партію нафтопродуктів було зроблено у 1942 році. На початку 1970-х років потужності заводу були розширені та модернізовані: потужність з первинної переробки нафти зросла на 40 %, потужності з гідроочищення та виробництва бітуму збільшилися більш ніж на 70 %.
У 1993 році завод було перетворено на акціонерне товариство відкритого типу.
Відповідно до наказу Міністерства природних ресурсів та екології Російської Федерації від 18.04.2018 № 154 належить до об'єктів, що надають негативний вплив на навколишнє середовище, внесок яких у сумарні викиди, скиди забруднюючих речовин у Російській Федерації становить не менше ніж 60 %.

## Власники та керівництво
26 вересня 2016 року пост гендиректора Сизранського НПЗ обійняв Ігор Геннадійович Кузьмін 10 травня 2007 року в ході розпродажу активів збанкрутілого ЮКОСа 100 % акцій підприємства у складі Лота № 11 було продано ТОВ «Нафта-Актив», афілійованій з нафтовою компанією «Роснафта».

## Діяльність
Основним видом діяльності є переробка давальницької нафти. Потужність НПЗ становить 8,9 млн т. (65,1 млн барів) нафти на рік. Завод переробляє західносибірську нафту (добувається «Юганськнафтогазом»), а також нафту, що видобувається компанією «Самаранафтогаз» у Самарській області. Вторинні переробні потужності заводу включають установки каталітичного риформінгу, гідроочищення палив, каталітичного та термічного крекінгу, ізомеризації, бітумну та газофракційну установки. Завод випускає широку номенклатуру нафтопродуктів, включаючи високоякісне пальне, авіагас, бітум. У 2017 році розпочалося будівництво комплексу з каталітичного крекінгу каталітичного крекінгу (FCC), запуск якого дозволить підприємству збільшити глибину переробки до 77,5 %.
У 2013 році на Сизранському НПЗ було перероблено 6,88 млн т нафти, що на 3 % більше, ніж у 2012 році, та вироблено 6,55 млн т товарної продукції. Глибина переробки складала 67,23 %. Освоєно випуск бензину та дизельного пального класу «Євро-5».
У 2015 року завод повністю перейшов на випуск товарної продукції екологічного стандарту Євро-5.

#### Основні показники роботи
|                              | 2011   | 2012   | 2013    |
| ---------------------------- | ------ | ------ | ------- |
|                              |        |        |         |
| Обсяг переробки, млн т       | 6,56   | 6,67   | 6,88    |
| Глибина переробки, %         | 65,0 % | 68,9 % | 67,23 % |
| Випуск нафтопродуктів, млн т | 6,22   | 6,32   | 6,5     |
|                              |        |        |         |
| У т. ч.                      |        |        |         |
| Бензин (у т. ч. прямогонний) | 1,19   | 1,22   | 1,21    |
| Дизельне паливо              | 2,14   | 1,93   | 1,74    |
| Гас                          | 2,19   | 1,98   | 2,17    |

## Російсько-українська війна
У лютому 2025 року у зв'язку з російською агресією проти України завод був атакований БпЛА і тимчасово припинив свою роботу.
В ніч на 4 березня 2025 року підприємство атаковано українськими БпЛА.
В ніч на 15 серпня 2025 року пролунало щонайменше 10 вибухів по Сизранському нафтопереробному заводу.